# Thuốc diệt nấm
Thuốc diệt nấm là một trong ba phương pháp chính để kiểm soát dịch hại - trong trường hợp này là kiểm soát nấm trong nông nghiệp. Thuốc diệt nấm hại là các hợp chất hoá học hoặc sinh vật học được sử dụng để tiêu diệt nấm hại kí sinh hay bào tử của chúng, là một trong những nguyên nhân gây ra sự  mất mát đối với năng suất cây trồng. Thuốc diệt nấm cũng được sử dụng để chống lại các trường hợp nhiễm nấm.
Theo phương pháp diệt trừ thì thuốc diệt nấm có hai loại là loại tiếp xúc và loại hấp thụ. Thuốc diệt nấm tiếp xúc giết chết nấm khi được phun trên bề mặt bị nhiễm nấm. Loại hấp thụ phải được nấm hấp thụ trước khi có tác động làm chết nấm. Một ví dụ về loại này là QoI.
Thuốc diệt nấm có chứa chất kháng nấm gây ức chế sự tăng trưởng của chúng. Nấm có thể gây ra thiệt hại nghiêm trọng trong nông nghiệp, ảnh hưởng nặng nề đến năng suất, chất lượng và lợi nhuận của người nông dân. Thuốc diệt nấm được sử dụng cả trong nông nghiệp và để chống lại viêm nhiễm do nấm đối với động vật. Hoá chất được sử dụng để kiểm soát oomycetes - một dòng vi sinh vật nhân thực hơi giống nấm, cũng được coi là thuốc diệt nấm vì oomycetes sử dụng các cơ chế tương tự như nấm để lây nhiễm cho cây.
Thuốc diệt nấm có thể dưới dạng tiếp xúc, translaminar (hấp thụ một mặt lá), hoặc  hấp thụ theo hệ thống qua rễ. Thuốc diệt nấm tiếp xúc không được đưa vào mô thực thực vật và chỉ bảo vệ cây ở những nơi được phun thuốc. Thuốc diệt nấm translaminar phân phối thuốc từ phía trên, từ mặt lá phun thuốc đến mặt lá không phun thuốc. Thuốc diệt nấm hấp thụ qua rễ được đưa lên trên và phân phối lại qua các mạch xylem. Rất ít thuốc diệt nấm được đưa vào tất cả các bộ phận của cây. Một số được di chuyển theo hệ thống rễ, một số được di chuyển lên trên
Thuốc diệt nấm được sử dụng trong nông nghiệp để làm giảm sự phát triển của nấm. Ngô thường được phun thuốc diệt nấm và một số thuốc diệt nấm còn có tính chất biến đổi gen để đảm bảo chúng có thể tác động làm tổn hại cho tất cả các tế bào nấm.
Thuốc diệt nấm có thể dưới dạng tiếp xúc, translaminar (hấp thụ một mặt lá), hoặc  hấp thụ theo hệ thống qua rễ. Thuốc diệt nấm tiếp xúc không được đưa vào mô thực thực vật và chỉ bảo vệ cây ở những nơi được phun thuốc. Thuốc diệt nấm translaminar phân phối thuốc từ phía trên, từ mặt lá phun thuốc đến mặt lá không phun thuốc. Thuốc diệt nấm hấp thụ qua rễ được đưa lên trên và phân phối lại qua các mạch xylem. Rất ít thuốc diệt nấm được đưa vào tất cả các bộ phận của cây. Một số được di chuyển theo hệ thống rễ, một số được di chuyển lên trên
Khi không thuộc lĩnh vực nông nghiệp thì thuật ngữ thuốc chống nấm được sử dụng thay cho từ thuốc diệt nấm cho các hợp chất có tính năng tương tự.
Thuốc diệt nấm có thể gián tiếp có hại cho sức khỏe con người do các loại lương thực, rau quả thu được từ các loại cây trồng được con người sử dụng và nó có thể gây ra dị ứng cũng như nhiều triệu chứng khác như đau đầu, tiêu chảy, các tổn hại cho các cơ quan cũng như gây ra các rối loạn nghiêm trọng và các loại bệnh tật liên quan đến hệ thần kinh. Nó cũng có thể là nguy hiểm cho các hệ sinh thái do nó có thể thoát đi và gây ô nhiễm môi trường nước và đất cũng như tích lũy sinh học và làm gia tăng độc tính đối với các cơ thể sống trong hệ sinh thái.
Tác Hại Của Nấm Đối Với Cây Trồng
Nấm Rhizoctonia solani Kühn và Fusarium gây thiệt hại nghiêm trọng đối với năng suất của nhiều loại cây trồng như cây ngũ cốc (lúa, ngô, khoai tây), cây rau (lạc, đậu đỗ, cà chua, cải bắp, xà lách), cây ăn quả và cây công nghiệp (bông). Nấm gây ra các triệu chứng thối đen rễ, lở cổ rễ, thối gốc thân, thối thân, khô vằn, thối lá. Nấm bệnh gây thiệt hại lên tới 11,6% tổng sản lượng nông nghiệp. Ở nước ta, hàng năm sản lượng nông nghiệp thất thu hàng ngàn tỷ đồng do nấm bệnh gây ra trên một số cây trồng quan trọng như ngô, khoai tây, đậu tương, đỗ. Hiện nay trên thế giới cũng như ở Việt Nam, chế phẩm sinh học có nguồn gốc từ vi khuẩn đề kháng ngày càng được quan tâm sử dụng để diệt nấm gây hại cây.  Lưu trữ ngày 23 tháng 2 năm 2020 tại Wayback Machine
Tại Hoa Kỳ thuốc diệt nấm được sử dụng cho 80% cây ăn quả và rau. Nhờ có thuốc diệt nấm, giá trị kinh tế của táo đã tăng 1.223 triệu USD.
Giảm Nguy Cơ Kháng Thuốc Diệt Nấm Phát Triển
Một trong những mối đe dọa quan trọng nhất để phát triển bền vững sản phẩm và đổi mới là sự khởi đầu là tính kháng thuốc. Tính kháng thuốc là một quá trình tiến hóa được định nghĩa là: "một sự thay đổi di truyền trong sự nhạy cảm của một quần thể dịch hại được cho là bị thất bại khi sử dụng một sản phẩm để đạt được mức dự kiến của việc phòng trừ và đã sử dụng theo sự chỉ dẫn của sản phẩm đó dành cho loài dịch hại đó" 1. Phòng trừ đúng cách thông thường là khi những sản phẩm áp dụng lần đầu tiên vì số lượng các loài côn trùng có gen kháng là rất thấp. Tuy nhiên, với sự gia tăng tần số sử dụng của cùng một loại thuốc trừ sâu thì số lượng các cá thể có gen kháng tăng lên. Nói cách khác, việc sử dụng thường xuyên và liên tục của các thuốc diệt côn trùng, đặc biệt là sử một cách bừa bãi, diện rộng hoặc (và) phòng ngừa theo thời gian, tạo một áp lực chọn lọc rất cao đối với một quần thể sâu bệnh làm cho chúng thích nghi và phát triển sức đề kháng. Thật không may, khi tính kháng thuốc đã phát triển, nông dân trở nên tuyệt vọng hơn để ngăn chặn thiệt hại cây trồng. Điều này có thể dẫn đến một biện pháp cực đoan, chẳng hạn như các sử dụng nhiều hơn ở liều lượng cao hơn. Kết quả là, tính kháng thuốc trong quần thể sâu bệnh sẽ tiếp tục tăng, quản lý dịch hại bị thất bại hoàn toàn: nó có ý nghĩa rất quan trọng về mặt kinh tế của người sản xuất và người nông dân đối với xã hội.
Vấn đề phát sinh có thể cũng do pha trộn hay kết hợp nhiều loại thuốc đã có sự kháng chéo: đã kháng với một thuốc trừ sâu thì sẽ dễ dàng kháng với một hoạt chất khác, ngay cả khi dịch hại không được tiếp xúc với các sản phẩm chưa được đưa vào sử dụng. Kháng nhiều mặt là sự phát triển của kháng thuốc trừ sâu dựa trên nhiều phương thức về cơ chế tác động của một quần thể dịch hại.  Lưu trữ ngày 14 tháng 7 năm 2022 tại Wayback Machine
Khi sử dụng thuốc diệt nấm để quản lý bệnh thì cần có nguyên tắc để quản lý dịch bệnh đó một cách sử dụng phù hợp để tránh sự phát triển kháng thuốc. Vì tính kháng có thể trì hoãn hoặc tránh được bằng cách thực hiện quản lý dịch hại tổng hợp (IPM) nên các nguyên tắc đó gồm:
1. Thực hành văn hoá phòng ngừa: áp dung các biện pháp quản lý tốt nhất như sử dụng giống chất lượng cao, không mầm bệnh, luân canh, sử dụng giống cây trồng thích nghi, tối ưu tỉ lệ gieo, tối ưu ngày gieo trồng, thực hiện tưới tiêu, bón phân, vệ sinh.
2. Giám sát: theo dõi cây trồng để phát hiện sớm và xác định chính xác các loại sâu hại.
3. Hành động "vừa phải": tránh 'phòng ngừa' hoặc xử lý 'tận diệt' với thuốc diệt nấm.

Chế Phẩm Diệt Nấm Sinh Học
Chế phẩm sinh học diệt nấm có nguồn gốc từ vi khuẩn kháng thể có tác dụng tích cực đối với nông nghiệp, ưu việt hơn hẳn so với việc dùng thuốc hóa học. Sử dụng chế phẩm có nguồn gốc từ vi khuẩn đối kháng để diệt nấm gây hại trên cây trồng sẽ mang lại những lợi ích lâu dài cho người sản xuất như: làm tăng năng suất của cây trồng, giảm chi phí đầu tư, làm đất không bị bạc màu, thân thiện với môi trường sinh thái, không ảnh hưởng đến sức khỏe của con người và vật nuôi, góp phần quan trọng trong việc phát triển nền nông nghiệp hữu cơ bền vững và hiệu quả. Người sản xuất hoàn toàn có thể yên tâm sử dụng chế phẩm sinh học từ vi sinh vật để kiểm soát nấm R. solani và F. oxysporum gây hại cây trồng. Triển vọng sử dụng chế phẩm (tế bào, dịch ngoại bào) từ vi khuẩn kháng thể để diệt nấm gây hại cây trồng là rất lớn, ưu việt và hiệu quả hơn so với biện pháp hóa học. Việc sử dụng chế phẩm sinh học diệt nấm sẽ góp phần làm tăng năng suất cây trồng, giảm ô nhiễm môi trường, góp phần quan trọng vào việc phát triển nền nông nghiệp bền vững.
Thuốc Diệt Nấm Tại Thị Trường Việt Nam 
Ước tính giá trị thị trường thuốc BVTV trong nước năm 2016 là 1,14 tỷ USD, tương đương 26 nghìn tỷ đồng. Theo từng sản phẩm, thuốc diệt cỏ chiếm 45%-47%, thuốc diệt nấm chiếm 22%-23%, thuốc trừ sâu chiếm 20%-22% và còn lại là một số loại thuốc khác.
Theo số liệu của Tổng cục Thống kê, Trung Quốc dẫn đầu về số lượng thuốc BVTV và nguyên liệu đầu vào nhập khẩu vào Việt Nam với tỷ lệ 53,4%, đứng thứ hai là Đức 7,9%; Ấn Độ 7%; Singapore 5,2%; Thái Lan 4,4%; Nhật Bản 4,3%; các thị trường khác 17,8%.
Trong 5 tháng đầu năm 2017, nhập khẩu thuốc BVTV tăng mạnh 43%.